# Сортавала-Пристань (станция)
Сортавала-Пристань (фин. Sortavalan satama), швед. Sordavala hamn) — бывшая грузовая железнодорожная станция. Территориально находится в городе Сортавала Сортавальского района Карелии, на берегу Ладожского озера. Дата постройки — 01.06.1894. Цель — транспортировка грузов от и до порта Сортавалы.

## История
Городской совет Сортавалы активно содействовал развитию торгово-экономической инфраструктуры, включая улучшение транспортных связей и портового хозяйства. Уже в 1886 году муниципалитет ходатайствовал об открытии отделения Банка Финляндии и создании таможни, а также выступал за модернизацию почтового сообщения, железнодорожной сети и судоходства на Ладожском озере. Особое внимание уделялось развитию порта, игравшего ключевую роль в экономике приграничной Карелии. В 1893 году завершено строительство портовой железнодорожной ветки, станция открыта 01 июня 1894 года. В 1898 году, после того как были выявлены нарушения при отправке товаров на припортовую станцию Сортавала, управление железных дорог приняло решение изменить порядок работы. Отныне все грузы должны были доставляться на железнодорожную станцию Сортавала, а не на портовую. Кроме того, на портовой станции было разрешено принимать к перевозке только те товары, которые прибывали в Сортавалу на пароходах. Провозглашение независимости Финляндии привело к тому, что Сортавальский порт постепенно терял грузопоток из-за конкуренции с государственной гаванью в Лахденпохья, слабой торговли с Россией и ограниченного судоходства, соответственно, грузопоток теряла и железнодорожная станция.

## Путевой пост Лахденкюля
В 860 метрах от станции Сортавала-Пристань располагался путевой пост Лахденкюля (фин. Lahdenkylä)61°42′20″ с. ш. 30°41′57″ в. д., от которого шло ответвление длиной 850 метров на Лесной склад (Lautatarha)  и лесопилку Кивиниеми (Kiviniemen saha).

## Современное состояние станции
После Великой Отечественной войны и передачи территории СССР подъездные пути стали использоваться не только для подъезда к порту, но и для обслуживания «Сортавальского рыбозавода» и других нужд.
На сегодняшний день (2019 год) пути не доходят до бывшей станции Сортавала-Пристань около 250 метров. Остальные пути не используются и пребывают в запустении.
До наших дней сохранились здания вокзала, таможни, пакгауза, а также грузовая и пассажирская платформа, которой была оборудована станция, несмотря на то что пассажирского движения здесь не было и не планировалось.
| - Портовый пакгауз - Грузовая платформа - Пассажирская платформа - Здание бывшего вокзала |